# 員林盾蝸牛
員林盾蝸牛（学名：Aegista inrinensis）為扁蝸牛科盾蝸牛屬下的一個種，棲息於森林底層落葉中。

## 分布
員林盾蝸牛分布於臺灣中部，為臺灣特有種。